# Argostemma acuminatissimum
Argostemma acuminatissimum är en måreväxtart som beskrevs av Henry Nicholas Ridley. Argostemma acuminatissimum ingår i släktet Argostemma och familjen måreväxter. Inga underarter finns listade i Catalogue of Life.